# Euphorbia crassinodis
Euphorbia crassinodis är en törelväxtart som beskrevs av Ignatz Urban. Euphorbia crassinodis ingår i släktet törlar, och familjen törelväxter. Inga underarter finns listade i Catalogue of Life.